# Centrothele mutica
Centrothele mutica är en spindelart som först beskrevs av Simon 1897.  Centrothele mutica ingår i släktet Centrothele och familjen Lamponidae. Inga underarter finns listade i Catalogue of Life.